# Wereldkampioenschap voetbal onder 20 - 1981
Het derde wereldkampioenschap voetbal onder 20 werd gehouden in Australië van 3 tot en met 18 oktober 1981. In totaal werden er 32 wedstrijden gespeeld. Het toernooi werd voor de eerste keer gewonnen door West-Duitsland. In de finale werd Qatar met 4–0 verslagen. Roemenië werd derde.

## Deelnemers
Er deden zestien teams uit zes confederaties mee. Teams konden zich kwalificeren via een jeugdtoernooi dat binnen elke confederatie georganiseerd werd. Voor Europa was dit het toernooi dat vanaf 1981 het Europees kampioenschap voetbal mannen onder 19 zou gaan heten. Tot die tijd was de naam UEFA Junior Tournament. De beste zes teams van de editie van 1980 mochten meedoen. Nederland hoorde ook bij deze zes (Oranje werd vierde), maar de KNVB zag af van deelname nadat er onenigheid was ontstaan tussen de prof- en amateurselectie over de vraag wie voor de kosten moest opdraaien. De plaats werd overgenomen door (het pas als negende geëindigde) West-Duitsland, dat ironisch genoeg uiteindelijk het toernooi won. België werd in de kwalificatie voor het UEFA Junior Tournament al uitgeschakeld.
| Confederatie                                   | Kwalificatietoernooi                                                                      | Gekwalificeerde landen                               |
| ---------------------------------------------- | ----------------------------------------------------------------------------------------- | ---------------------------------------------------- |
| AFC (Azië)                                     | Aziatisch kampioenschap voetbal onder 19 - 1980 Thailand, 21 februari – 1 maart 1981      | Qatar Zuid-Korea                                     |
| CAF (Afrika)                                   | Afrikaans kampioenschap voetbal onder 21 - 1981 8 juni 1980 – 24 april 1981               | Egypte Kameroen                                      |
| CONCACAF (Noord, Centraal-Amerika & Caribbean) | CONCACAF-kampioenschap voetbal onder 20 - 1980 Verenigde Staten, 1–17 augustus 1980       | Verenigde Staten Mexico                              |
| CONMEBOL (Zuid-Amerika)                        | Zuid-Amerikaans kampioenschap voetbal onder 20 - 1981 Ecuador, 15 februari – 8 maart 1981 | Uruguay Brazilië Argentinië                          |
| OFC (Oceanië)                                  | Oceanisch kampioenschap voetbal onder 20 - 1980 Fiji, 7–13 december 1980                  | –                                                    |
| UEFA (Europa)                                  | Europees kampioenschap voetbal onder 18 - 1980 Oost-Duitsland, 16–25 mei 1980             | Polen Roemenië Italië West-Duitsland Engeland Spanje |
| Gastland                                       | Gastland                                                                                  | Australië                                            |

## Stadions
| Brisbane                                                | Canberra                                                | Melbourne                               |
| ------------------------------------------------------- | ------------------------------------------------------- | --------------------------------------- |
| Lang Park Capaciteit: 52.500                            | Bruce Stadium Capaciteit: 25.000                        | Olympic Park Capaciteit: 18.500         |
|                                                         |                                                         |                                         |
| · Sydney Canberra Brisbane Melbourne Adelaide Newcastle | · Sydney Canberra Brisbane Melbourne Adelaide Newcastle | Adelaide                                |
| · Sydney Canberra Brisbane Melbourne Adelaide Newcastle | · Sydney Canberra Brisbane Melbourne Adelaide Newcastle | Hindmarsh Stadium Capaciteit: 16.500    |
| · Sydney Canberra Brisbane Melbourne Adelaide Newcastle | · Sydney Canberra Brisbane Melbourne Adelaide Newcastle |                                         |
| · Sydney Canberra Brisbane Melbourne Adelaide Newcastle | · Sydney Canberra Brisbane Melbourne Adelaide Newcastle | Sydney                                  |
| · Sydney Canberra Brisbane Melbourne Adelaide Newcastle | · Sydney Canberra Brisbane Melbourne Adelaide Newcastle | Sydney Sports Ground Capaciteit: 35.000 |
| · Sydney Canberra Brisbane Melbourne Adelaide Newcastle | · Sydney Canberra Brisbane Melbourne Adelaide Newcastle | Newcastle                               |
| · Sydney Canberra Brisbane Melbourne Adelaide Newcastle | · Sydney Canberra Brisbane Melbourne Adelaide Newcastle | Newcastle Stadium                       |
| · Sydney Canberra Brisbane Melbourne Adelaide Newcastle | · Sydney Canberra Brisbane Melbourne Adelaide Newcastle |                                         |

## Groepsfase

### Groep A
| Team             | Ptn | Wed | W | G | V | DV | DT | DS | Resultaat           |
| ---------------- | --- | --- | - | - | - | -- | -- | -- | ------------------- |
| Uruguay          | 6   | 3   | 3 | 0 | 0 | 5  | 0  | +5 | Naar de kwartfinale |
| Qatar            | 3   | 3   | 1 | 1 | 1 | 2  | 2  | 0  | Naar de kwartfinale |
| Polen            | 2   | 3   | 1 | 0 | 2 | 4  | 2  | +2 |                     |
| Verenigde Staten | 1   | 3   | 0 | 1 | 2 | 1  | 8  | −7 |                     |

|                      |       |           |       |                                                                              |
| 3 oktober 1981 18:30 | Polen | 0 – 1     | Qatar | Lang Park, Brisbane Toeschouwers: 17.200 Scheidsrechter: Tony Bosković (AUS) |
| 3 oktober 1981 18:30 |       | Bilal 37' |       | Lang Park, Brisbane Toeschouwers: 17.200 Scheidsrechter: Tony Bosković (AUS) |

|                      |                  |                                         |         |                                                                                       |
| 3 oktober 1981 20:30 | Verenigde Staten | 0 – 3                                   | Uruguay | Lang Park, Brisbane Toeschouwers: 17.200 Scheidsrechter: Emilio Soriano Aladrén (ESP) |
| 3 oktober 1981 20:30 |                  | López Báez 5' Aguilera 60' Da Silva 67' |         | Lang Park, Brisbane Toeschouwers: 17.200 Scheidsrechter: Emilio Soriano Aladrén (ESP) |

|                      |                  |       |           |                                                                                   |
| 6 oktober 1981 18:30 | Verenigde Staten | 1 – 1 | Qatar     | Lang Park, Brisbane Toeschouwers: 10.122 Scheidsrechter: Tesfaye Gebreyesus (ETH) |
| 6 oktober 1981 18:30 | Devey 43'        |       | Bilal 56' | Lang Park, Brisbane Toeschouwers: 10.122 Scheidsrechter: Tesfaye Gebreyesus (ETH) |

|                      |              |       |       |                                                                                        |
| 6 oktober 1981 20:30 | Uruguay      | 1 – 0 | Polen | Lang Park, Brisbane Toeschouwers: 10.122 Scheidsrechter: Antonio Márquez Ramírez (MEX) |
| 6 oktober 1981 20:30 | Da Silva 58' |       |       | Lang Park, Brisbane Toeschouwers: 10.122 Scheidsrechter: Antonio Márquez Ramírez (MEX) |

|                      |       |              |         |                                                                                |
| 8 oktober 1981 19:00 | Qatar | 0 – 1        | Uruguay | Lang Park, Brisbane Toeschouwers: 8.264 Scheidsrechter: Stanislas Kamdem (CMR) |
| 8 oktober 1981 19:00 |       | Villazán 52' |         | Lang Park, Brisbane Toeschouwers: 8.264 Scheidsrechter: Stanislas Kamdem (CMR) |

|                      |                                             |       |                  |                                                                             |
| 8 oktober 1981 21:00 | Polen                                       | 4 – 0 | Verenigde Staten | Lang Park, Brisbane Toeschouwers: 8.264 Scheidsrechter: Tony Bosković (AUS) |
| 8 oktober 1981 21:00 | Rzepka 17' Kowalik 18' Dziekanowski 65' 67' |       |                  | Lang Park, Brisbane Toeschouwers: 8.264 Scheidsrechter: Tony Bosković (AUS) |

### Groep B
| Team       | Ptn | Wed | W | G | V | DV | DT | DS | Resultaat           |
| ---------- | --- | --- | - | - | - | -- | -- | -- | ------------------- |
| Brazilië   | 5   | 3   | 2 | 1 | 0 | 5  | 1  | +4 | Naar de kwartfinale |
| Roemenië   | 5   | 3   | 2 | 1 | 0 | 3  | 1  | +2 | Naar de kwartfinale |
| Zuid-Korea | 2   | 3   | 1 | 0 | 2 | 4  | 5  | −1 |                     |
| Italië     | 0   | 3   | 0 | 0 | 3 | 1  | 6  | −5 |                     |

|                      |             |     |                                        |                                                                                  |
| 3 oktober 1981 18:30 | Italië      | 1–4 | Zuid-Korea                             | Olympic Park, Melbourne Toeschouwers: 13.538 Scheidsrechter: Gastón Castro (CHI) |
| 3 oktober 1981 18:30 | Mariani 83' |     | Kwak 7' Choi S.H. 12' 29' Lee K.N. 88' | Olympic Park, Melbourne Toeschouwers: 13.538 Scheidsrechter: Gastón Castro (CHI) |

|                      |            |     |            |                                                                                    |
| 3 oktober 1981 20:30 | Roemenië   | 1–1 | Brazilië   | Olympic Park, Melbourne Toeschouwers: 13.538 Scheidsrechter: George Courtney (ENG) |
| 3 oktober 1981 20:30 | Zamfir 82' |     | Leomir 67' | Olympic Park, Melbourne Toeschouwers: 13.538 Scheidsrechter: George Courtney (ENG) |

|                      |           |     |            |                                                                                 |
| 6 oktober 1981 18:45 | Roemenië  | 1–0 | Zuid-Korea | Olympic Park, Melbourne Toeschouwers: 17.500 Scheidsrechter: Jorge Romero (ARG) |
| 6 oktober 1981 18:45 | Sertov 5' |     |            | Olympic Park, Melbourne Toeschouwers: 17.500 Scheidsrechter: Jorge Romero (ARG) |

|                      |                 |     |        |                                                                                |
| 6 oktober 1981 20:45 | Brazilië        | 1–0 | Italië | Olympic Park, Melbourne Toeschouwers: 17.500 Scheidsrechter: Jan Redelfs (BRD) |
| 6 oktober 1981 20:45 | Djalma Baia 56' |     |        | Olympic Park, Melbourne Toeschouwers: 17.500 Scheidsrechter: Jan Redelfs (BRD) |

|                      |            |                                                    |          |                                                                                        |
| 8 oktober 1981 18:45 | Zuid-Korea | 0–3                                                | Brazilië | Olympic Park, Melbourne Toeschouwers: 9.000 Scheidsrechter: Hussein Fahmy Baheig (EGY) |
| 8 oktober 1981 18:45 |            | Paulo Roberto 48' Ronaldão 61' Jun J.S. 79' (e.d.) |          | Olympic Park, Melbourne Toeschouwers: 9.000 Scheidsrechter: Hussein Fahmy Baheig (EGY) |

|                      |        |                  |          |                                                                                    |
| 8 oktober 1981 20:45 | Italië | 0–1              | Roemenië | Olympic Park, Melbourne Toeschouwers: 9.000 Scheidsrechter: Robert Valentine (SCO) |
| 8 oktober 1981 20:45 |        | Gabor 56' (pen.) |          | Olympic Park, Melbourne Toeschouwers: 9.000 Scheidsrechter: Robert Valentine (SCO) |

### Groep C
| Team           | Ptn | Wed | W | G | V | DV | DT | DS | Resultaat           |
| -------------- | --- | --- | - | - | - | -- | -- | -- | ------------------- |
| West-Duitsland | 4   | 3   | 2 | 0 | 1 | 6  | 4  | +2 | Naar de kwartfinale |
| Egypte         | 4   | 3   | 1 | 2 | 0 | 7  | 6  | +1 | Naar de kwartfinale |
| Mexico         | 2   | 3   | 0 | 2 | 1 | 4  | 5  | −1 |                     |
| Spanje         | 2   | 3   | 0 | 2 | 1 | 5  | 7  | −2 |                     |

|                      |                     |     |                 |                                                                                    |
| 3 oktober 1981 19:00 | Spanje              | 2–2 | Egypte          | Hindmarsh Stadium, Adelaide Toeschouwers: 7.504 Scheidsrechter: Lee Woo Bong (KOR) |
| 3 oktober 1981 19:00 | Chano 65' Nadal 74' |     | Abouzaid 6' 78' | Hindmarsh Stadium, Adelaide Toeschouwers: 7.504 Scheidsrechter: Lee Woo Bong (KOR) |

|                      |                |     |        |                                                                                        |
| 3 oktober 1981 21:00 | West-Duitsland | 1–0 | Mexico | Hindmarsh Stadium, Adelaide Toeschouwers: 7.504 Scheidsrechter: Robert Valentine (SCO) |
| 3 oktober 1981 21:00 | Loose 2'       |     |        | Hindmarsh Stadium, Adelaide Toeschouwers: 7.504 Scheidsrechter: Robert Valentine (SCO) |

|                      |                |     |                        |                                                                                             |
| 6 oktober 1981 19:00 | West-Duitsland | 1–2 | Egypte                 | Hindmarsh Stadium, Adelaide Toeschouwers: 14.120 Scheidsrechter: Rómulo Méndez Molina (GUA) |
| 6 oktober 1981 19:00 | Loose 35'      |     | Helmi 31' Abouzaid 54' | Hindmarsh Stadium, Adelaide Toeschouwers: 14.120 Scheidsrechter: Rómulo Méndez Molina (GUA) |

|                      |          |     |                 |                                                                                            |
| 6 oktober 1981 21:00 | Mexico   | 1–1 | Spanje          | Hindmarsh Stadium, Adelaide Toeschouwers: 14.120 Scheidsrechter: José Martínez Bazán (URU) |
| 6 oktober 1981 21:00 | Coss 75' |     | Chano 45' (pen) | Hindmarsh Stadium, Adelaide Toeschouwers: 14.120 Scheidsrechter: José Martínez Bazán (URU) |

|                      |                                  |     |                              |                                                                                         |
| 8 oktober 1981 18:30 | Egypte                           | 3–3 | Mexico                       | Bruce Stadium, Canberra Toeschouwers: 8.150 Scheidsrechter: Henning Lund-Sorensen (DEN) |
| 8 oktober 1981 18:30 | Guillén 33' (e.d.) Saleh 64' 71' |     | Vaca 18' Farfán 28' Ríos 69' | Bruce Stadium, Canberra Toeschouwers: 8.150 Scheidsrechter: Henning Lund-Sorensen (DEN) |

|                      |                           |     |                                        |                                                                                   |
| 8 oktober 1981 20:30 | Spanje                    | 2–4 | West-Duitsland                         | Bruce Stadium, Canberra Toeschouwers: 14.120 Scheidsrechter: Arnaldo Coelho (BRA) |
| 8 oktober 1981 20:30 | F. López 72' Fabregat 78' |     | Trieb 29' Wohlfarth 47' 85' Anthes 55' | Bruce Stadium, Canberra Toeschouwers: 14.120 Scheidsrechter: Arnaldo Coelho (BRA) |

### Groep D
| Team       | Ptn | Wed | W | G | V | DV | DT | DS | Resultaat           |
| ---------- | --- | --- | - | - | - | -- | -- | -- | ------------------- |
| Engeland   | 4   | 3   | 1 | 2 | 0 | 4  | 2  | +2 | Naar de kwartfinale |
| Australië  | 4   | 3   | 1 | 2 | 0 | 6  | 5  | +1 | Naar de kwartfinale |
| Argentinië | 3   | 3   | 1 | 1 | 1 | 3  | 3  | 0  |                     |
| Kameroen   | 1   | 3   | 0 | 1 | 2 | 3  | 6  | −3 |                     |

|                      |                      |     |          |                                                                                 |
| 3 oktober 1981 13:00 | Engeland             | 2–0 | Kameroen | Sports Ground, Sydney Toeschouwers: 15.814 Scheidsrechter: Toshikazu Sano (JPN) |
| 3 oktober 1981 13:00 | Finnigan 57' Dey 78' |     |          | Sports Ground, Sydney Toeschouwers: 15.814 Scheidsrechter: Toshikazu Sano (JPN) |

|                      |                        |     |             |                                                                                |
| 3 oktober 1981 15:00 | Australië              | 2–1 | Argentinië  | Sports Ground, Sydney Toeschouwers: 15.814 Scheidsrechter: Alojzy Jarguz (POL) |
| 3 oktober 1981 15:00 | Koussas 79' Hunter 89' |     | Morresi 66' | Sports Ground, Sydney Toeschouwers: 15.814 Scheidsrechter: Alojzy Jarguz (POL) |

|                      |                                   |     |                               |                                                                                          |
| 5 oktober 1981 15:00 | Australië                         | 3–3 | Kameroen                      | Newcastle Stadium, Newcastle Toeschouwers: 13.797 Scheidsrechter: Toros Kibritjian (SYR) |
| 5 oktober 1981 15:00 | Mitchell 9' Koussas 53' 79' (pen) |     | Olle Olle 17' Djonkep 35' 52' | Newcastle Stadium, Newcastle Toeschouwers: 13.797 Scheidsrechter: Toros Kibritjian (SYR) |

|                      |           |     |            |                                                                                      |
| 5 oktober 1981 15:00 | Engeland  | 1–1 | Argentinië | Sports Ground, Sydney Toeschouwers: 16.674 Scheidsrechter: Gianfranco Menegali (ITA) |
| 5 oktober 1981 15:00 | Small 79' |     | Urruti 57' | Sports Ground, Sydney Toeschouwers: 16.674 Scheidsrechter: Gianfranco Menegali (ITA) |

|                      |          |           |            |                                                                                       |
| 8 oktober 1981 19:00 | Kameroen | 0–1       | Argentinië | Sports Ground, Sydney Toeschouwers: 28.932 Scheidsrechter: Mubarak Waleed Saeed (QAT) |
| 8 oktober 1981 19:00 |          | Cecchi 6' |            | Sports Ground, Sydney Toeschouwers: 28.932 Scheidsrechter: Mubarak Waleed Saeed (QAT) |

|                      |           |     |            |                                                                            |
| 8 oktober 1981 21:00 | Engeland  | 1–1 | Australië  | Sports Ground, Sydney Toeschouwers: 28.932 Scheidsrechter: Ioan Igna (ROM) |
| 8 oktober 1981 21:00 | Small 82' |     | Koussas 7' | Sports Ground, Sydney Toeschouwers: 28.932 Scheidsrechter: Ioan Igna (ROM) |

## Knock-outfase
|  | kwartfinale                 | kwartfinale              |                             |   | halve finale               | halve finale               |   |  | finale | finale |
|  |                             |                          |                             |   |                            |                            |   |  |        |        |
|  | Melbourne – 11 oktober 1981 |                          |                             |   |                            |                            |   |  |        |        |
|  |                             |                          |                             |   |                            |                            |   |  |        |        |
|  | Uruguay                     | 1                        |                             |   |                            |                            |   |  |        |        |
|  | Uruguay                     | 1                        | Melbourne – 14 oktober 1981 |   |                            |                            |   |  |        |        |
|  | Roemenië                    | 2                        |                             |   |                            |                            |   |  |        |        |
|  | Roemenië                    | 2                        | Roemenië                    | 0 |                            |                            |   |  |        |        |
|  | Canberra – 11 oktober 1981  |                          | Roemenië                    | 0 |                            |                            |   |  |        |        |
|  |                             | West-Duitsland           | 1                           |   |                            |                            |   |  |        |        |
|  | West-Duitsland              | West-Duitsland           | 1                           | 1 |                            |                            |   |  |        |        |
|  | West-Duitsland              |                          | Sydney – 18 oktober 1981    | 1 |                            |                            |   |  |        |        |
|  | Australië                   | 0                        |                             |   |                            |                            |   |  |        |        |
|  | Australië                   | 0                        | West-Duitsland              | 4 |                            |                            |   |  |        |        |
|  | Newcastle – 11 oktober 1981 |                          | West-Duitsland              | 4 |                            |                            |   |  |        |        |
|  |                             | Qatar                    | 0                           |   |                            |                            |   |  |        |        |
|  | Brazilië                    | Qatar                    | 0                           | 2 |                            |                            |   |  |        |        |
|  | Brazilië                    | Sydney – 14 oktober 1981 |                             | 2 |                            |                            |   |  |        |        |
|  | Qatar                       | 3                        |                             |   |                            |                            |   |  |        |        |
|  | Qatar                       | 3                        | Qatar                       | 2 | derde plaats               | derde plaats               |   |  |        |        |
|  | Sydney – 11 oktober 1981    |                          | Qatar                       | 2 | derde plaats               | derde plaats               |   |  |        |        |
|  |                             | Engeland                 | 1                           |   | Adelaide – 17 oktober 1981 | Adelaide – 17 oktober 1981 |   |  |        |        |
|  | Engeland                    | Engeland                 | 1                           | 4 | Adelaide – 17 oktober 1981 | Adelaide – 17 oktober 1981 |   |  |        |        |
|  | Engeland                    |                          |                             |   |                            | Roemenië                   | 1 |  |        |        |
|  | Egypte                      | 0                        |                             |   |                            | Roemenië                   | 1 |  |        |        |
|  | Egypte                      | 0                        | Engeland                    | 0 |                            |                            |   |  |        |        |
|  |                             |                          | Engeland                    | 0 |                            |                            |   |  |        |        |

### Kwartfinales
|                       |               |     |                      |                                                                                        |
| 11 oktober 1981 15:00 | Uruguay       | 1–2 | Roemenië             | Olympic Park, Melbourne Toeschouwers: 14.800 Scheidsrechter: Gianfranco Menegali (ITA) |
| 11 oktober 1981 15:00 | Berruetta 60' |     | Eduard 25' Fisic 84' | Olympic Park, Melbourne Toeschouwers: 14.800 Scheidsrechter: Gianfranco Menegali (ITA) |

|                       |                  |     |                          |                                                                                                 |
| 11 oktober 1981 15:00 | Brazilië         | 2–3 | Qatar                    | Newcastle Stadium, Newcastle Toeschouwers: 12.993 Scheidsrechter: Antonio Márquez Ramírez (MEX) |
| 11 oktober 1981 15:00 | Ronaldão 27' 78' |     | Al-Muhannadi 10' 54' 87' | Newcastle Stadium, Newcastle Toeschouwers: 12.993 Scheidsrechter: Antonio Márquez Ramírez (MEX) |

|                       |                |     |           |                                                                                          |
| 11 oktober 1981 15:00 | West-Duitsland | 1–0 | Australië | Bruce Stadium, Canberra Toeschouwers: 13.780 Scheidsrechter: Henning Lund-Sorensen (DEN) |
| 11 oktober 1981 15:00 | Wohlfarth 69'  |     |           | Bruce Stadium, Canberra Toeschouwers: 13.780 Scheidsrechter: Henning Lund-Sorensen (DEN) |

|                       |                            |     |                              |                                                                                     |
| 11 oktober 1981 15:00 | Engeland                   | 4–2 | Egypte                       | Sports Ground, Sydney Toeschouwers: 8.293 Scheidsrechter: José Martínez Bazán (URU) |
| 11 oktober 1981 15:00 | Webb 41' 64' 82' Cooke 60' |     | Abouzaid 28' (pen) Saleh 40' | Sports Ground, Sydney Toeschouwers: 8.293 Scheidsrechter: José Martínez Bazán (URU) |

### Halve finale
|                       |                      |     |           |                                                                                |
| 14 oktober 1981 20:00 | Qatar                | 2–1 | Engeland  | Cricket Ground, Sydney Toeschouwers: 12.476 Scheidsrechter: Jorge Romero (ARG) |
| 14 oktober 1981 20:00 | Bilal 12' Alsada 62' |     | Small 70' | Cricket Ground, Sydney Toeschouwers: 12.476 Scheidsrechter: Jorge Romero (ARG) |

|                       |          |            |                |                                                                                     |
| 14 oktober 1981 20:30 | Roemenië | 0–1 (n.v.) | West-Duitsland | Olympic Park, Melbourne Toeschouwers: 15.000 Scheidsrechter: Robert Valentine (SCO) |
| 14 oktober 1981 20:30 |          | Schön 103' |                | Olympic Park, Melbourne Toeschouwers: 15.000 Scheidsrechter: Robert Valentine (SCO) |

### Troostfinale
|                       |           |     |          |                                                                                              |
| 17 oktober 1981 15:00 | Roemenië  | 1–0 | Engeland | Hindmarsh Stadium, Adelaide Toeschouwers: 10.492 Scheidsrechter: Henning Lund-Sorensen (DEN) |
| 17 oktober 1981 15:00 | Gabor 36' |     |          | Hindmarsh Stadium, Adelaide Toeschouwers: 10.492 Scheidsrechter: Henning Lund-Sorensen (DEN) |

### Finale
|                       |                                        |     |       |                                                                                  |
| 18 oktober 1981 15:00 | West-Duitsland                         | 4–0 | Qatar | Cricket Ground, Sydney Toeschouwers: 18.531 Scheidsrechter: Arnaldo Coelho (BRA) |
| 18 oktober 1981 15:00 | Loose 28' 66' Wohlfarth 42' Anthes 86' |     |       | Cricket Ground, Sydney Toeschouwers: 18.531 Scheidsrechter: Arnaldo Coelho (BRA) |